# Меморіал на честь радянських воїнів Південно-західного фронту і воїнів-земляків (Білицьке)

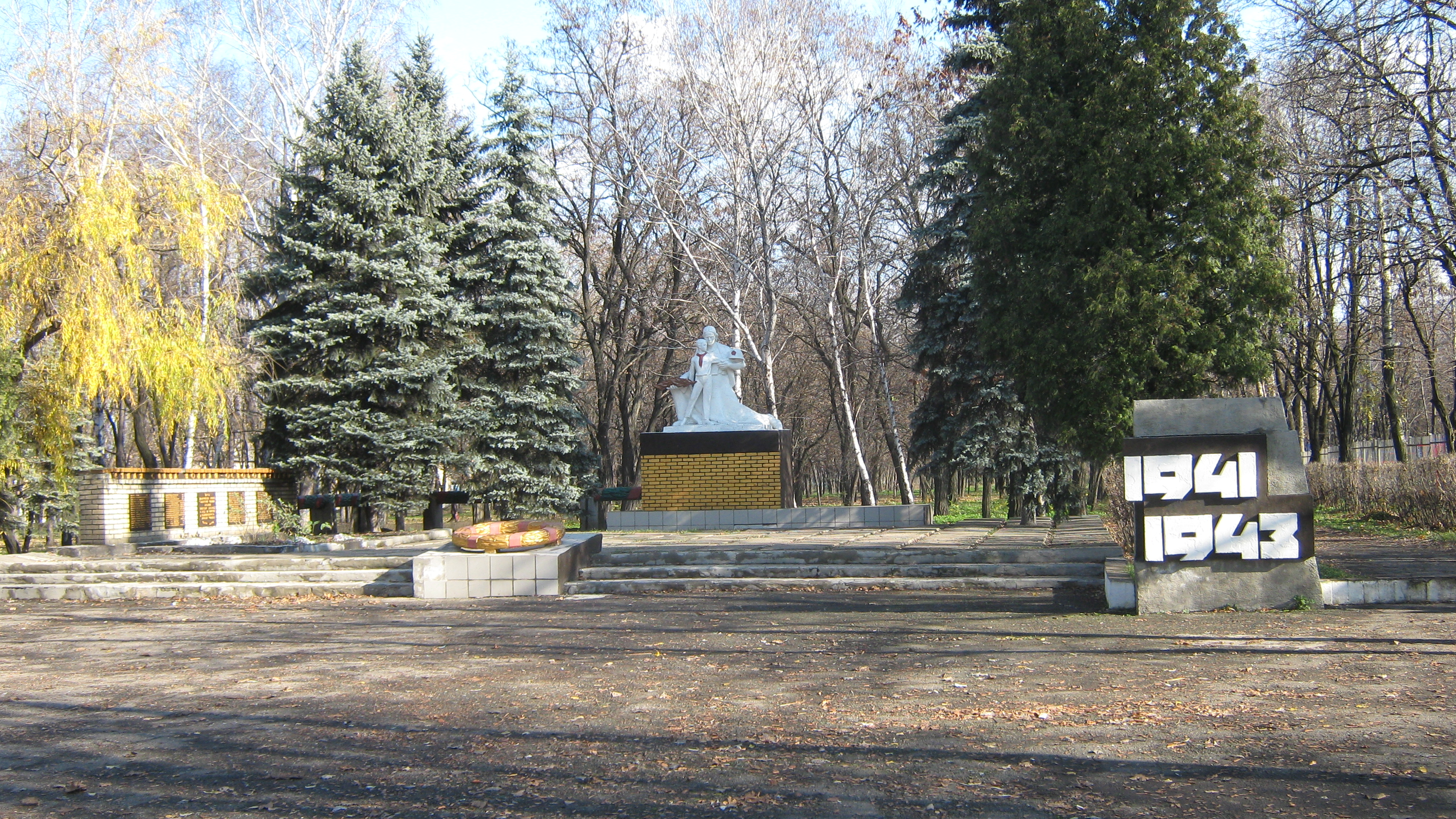
Меморіал на честь радянських воїнів Південно-Західного фронту і воїнів-земляків. (м. Білицьке)

## Основні дані

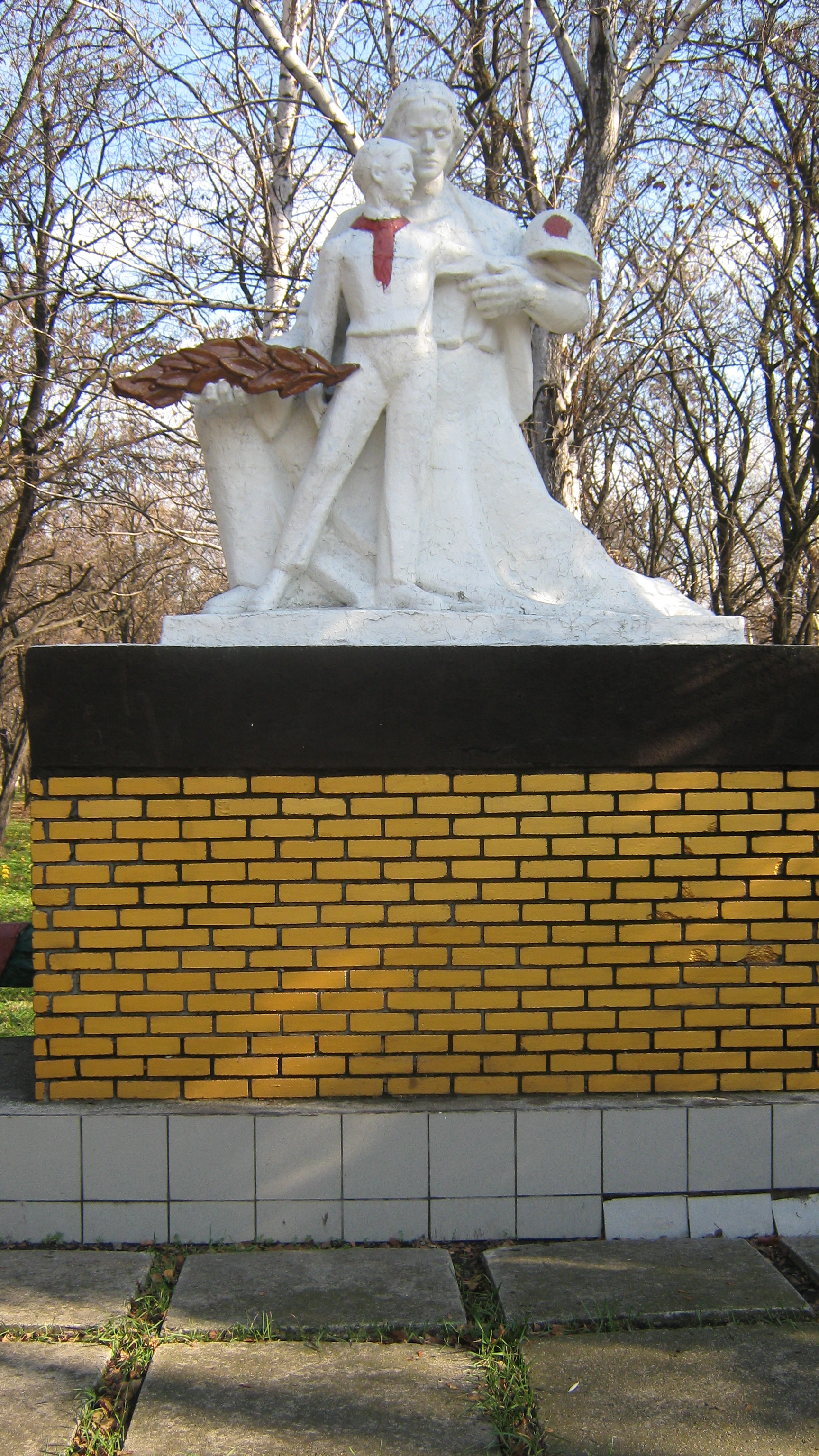

Пам'ятник історії. Розташований у м. Білицьке Донецької області у сквері Палацу культури ім. Т.Г. Шевченка за адресою вул. 30 років Перемоги, 31. 
Являє собою меморіальний комплекс на місці поховання воїнів, які пали у боях, що проходили на території міста і найближчій території у лютому і вересні 1943 р. 
Архітектор: Сторчеус І.Н.
Скульптор: Гевеке П.П.
Реєстровий номер — 247
Дата відкриття — 1974 р.

## Характеристики
Композиція пам'ятника об'єднує скульптуру, стелу, декоративний елемент у вигляді сплетеного листя, пам'ятний знак і стилізований лавровий вінок.
Скульптура зображує жінку, яка притуляє до себе хлопчика. У лівій руці вона тримає солдатську каску.
Матеріал — бетон
Розміри: h - 6,7 м,
Постамент - цегла. Розмір 4 х 7 х 3,5 м.
Стела створена з цегли, на ній розміщені п'ять  металевих плит із прізвищами загиблих. Поперед стели знаходиться братська могила.
h стели 1,3 м, довжина  -  8,3 м.
розмір плит: 0,75 х 0,75 м.
Декоративний елемент у вигляді сплетеного листя розташований між стелою і скульптурою. 
Матеріал - бетон.
Пам'ятний знак з написом: "1941 - 1943"
розмір - 2 х 1,8 х 0,7 м. 

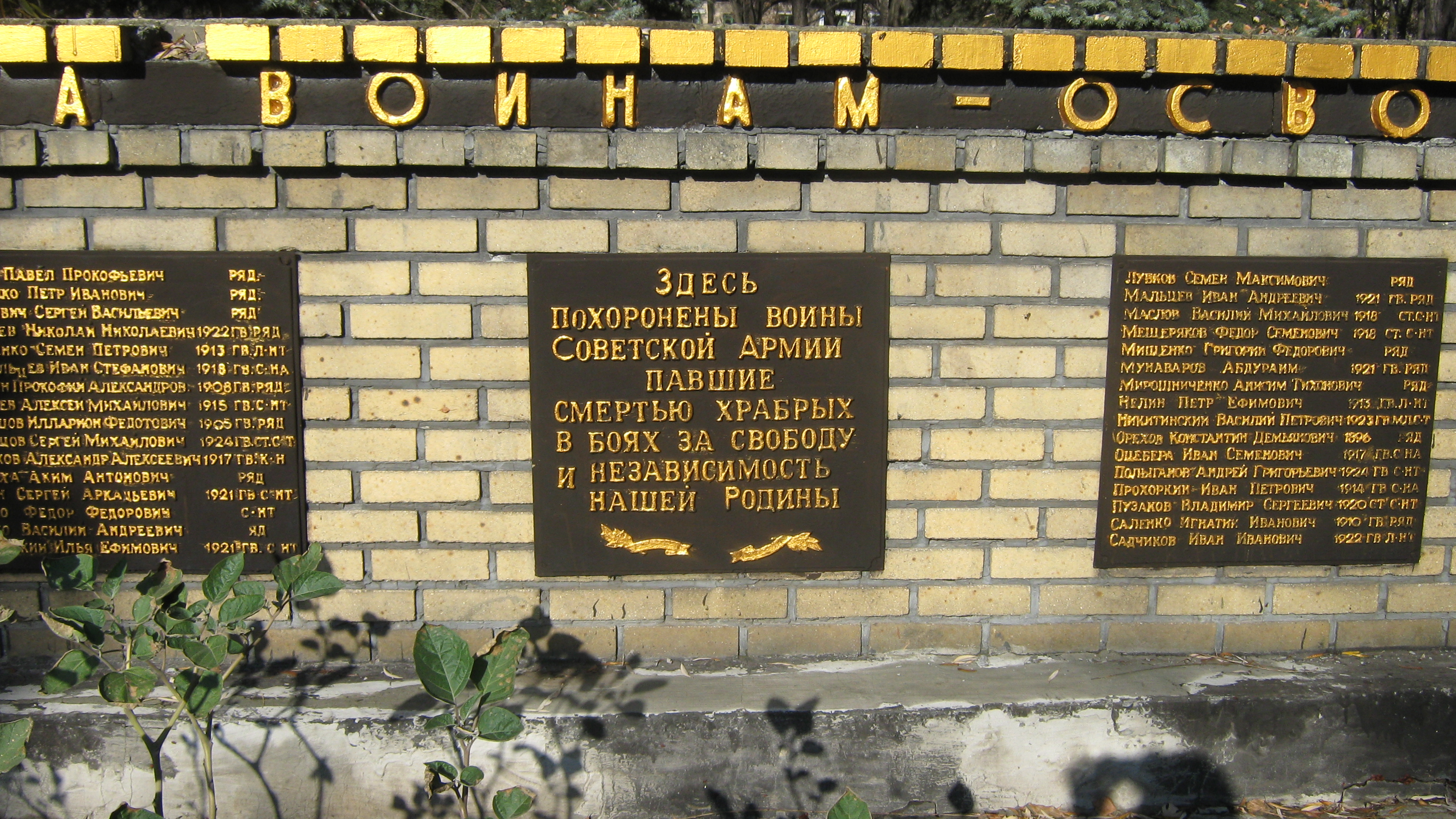
Меморіальні дошки

Зображення лаврового вінка: d - 1.7 м.
Матеріал: бетон.
Розміщений на бетонному подіумі розміром 2,1 х 2,1 х 0,3 м.
Меморіал замощений тротуарними плитами 0,9 х 0,9 м.